# 28e Satellite Awards
De uitreiking van de 28e Satellite Awards, waarbij prijzen werden uitgereikt in verschillende categorieën voor film en televisie uit het jaar 2023, vond plaats in Los Angeles op 3 maart 2024. De nominaties werden bekendgemaakt op 18 december 2023.

## Film - winnaars en genomineerden
De winnaars staan bovenaan in vet lettertype.

### Beste dramafilm
- Oppenheimer
  - Ferrari
  - Killers of the Flower Moon
  - Maestro
  - May December
  - Past Lives

### Beste komische of muzikale film
- The Holdovers
  - American Fiction
  - Barbie
  - Dream Scenario
  - Poor Things
  - Scrapper

### Beste geanimeerde of mixed media film
- The Boy and the Heron
  - Elemental
  - Robot Dreams
  - Spider-Man: Across the Spider-Verse
  - Suzume
  - Teenage Mutant Ninja Turtles: Mutant Mayhem

### Beste regisseur
- Christopher Nolan – Oppenheimer
  - Greta Gerwig – Barbie
  - Jonathan Glazer – The Zone of Interest
  - Giorgos Lanthimos – Poor Things
  - Alexander Payne – The Holdovers
  - Martin Scorsese – Killers of the Flower Moon

### Beste acteur in een dramafilm
- Cillian Murphy – Oppenheimer als J. Robert Oppenheimer
  - Bradley Cooper – Maestro als Leonard Bernstein
  - Leonardo DiCaprio – Killers of the Flower Moon als Ernest Burkhart
  - Colman Domingo – Rustin als Bayard Rustin
  - Franz Rogowski – Passages als Tomas Freiburg
  - Andrew Scott – All of Us Strangers als Adam

### Beste actrice in een dramafilm
- Lily Gladstone – Killers of the Flower Moon als Mollie Burkhart
  - Penélope Cruz – Ferrari als Laura Ferrari
  - Sandra Hüller – Anatomy of a Fall als Sandra Voyter
  - Greta Lee – Past Lives als Nora Moon
  - Carey Mulligan – Maestro als Felicia Montealegre
  - Natalie Portman – May December als Elizabeth Berry

### Beste acteur in een komische of muzikale film
- Paul Giamatti – The Holdovers als Paul Hunham
  - Nicolas Cage – Dream Scenario als Paul Matthews
  - Barry Keoghan – Saltburn als Oliver Quick
  - Joaquin Phoenix – Beau Is Afraid als Beau Wassermann
  - Jeffrey Wright – American Fiction als Thelonious "Monk" Ellison

### Beste actrice in een komisch of muzikale film
- Emma Stone – Poor Things als Bella Baxter
  - Fantasia Barrino – The Color Purple als Celie Harris-Johnson
  - Alma Pöysti – Fallen Leaves als Ansa
  - Margot Robbie – Barbie als Barbie
  - Cailee Spaeny – Priscilla als Priscilla Presley

### Beste acteur in een bijrol
- Mark Ruffalo – Poor Things als Duncan Wedderburn
  - Robert De Niro – Killers of the Flower Moon als William King Hale
  - Robert Downey jr. – Oppenheimer als Lewis Strauss
  - Ryan Gosling – Barbie als Ken
  - Charles Melton – May December als Joe Yoo
  - Dominic Sessa – The Holdovers als Angus Tully

### Beste actrice in een bijrol
- Da'Vine Joy Randolph – The Holdovers als Mary Lamb
  - Juliette Binoche – The Taste of Things als Eugénie
  - Emily Blunt – Oppenheimer als Kitty Oppenheimer
  - America Ferrera – Barbie als Gloria
  - Julianne Moore – May December als Gracie
  - Rosamund Pike – Saltburn als Lady Elspeth Catton

### Beste origineel script
- Maestro – Bradley Cooper en Josh Singer
  - Anatomy of a Fall – Justine Triet en Arthur Harari
  - Barbie – Greta Gerwig en Noah Baumbach
  - The Holdovers – David Hemingson
  - May December – Samy Burch
  - Past Lives – Celine Song

### Beste bewerkt script
- American Fiction – Cord Jefferson
  - All of Us Strangers – Andrew Haigh
  - Killers of the Flower Moon – Eric Roth en Martin Scorsese
  - Oppenheimer – Christopher Nolan
  - Poor Things – Tony McNamara
  - The Zone of Interest – Jonathan Glazer

### Beste documentaire
- Bad Press
  - 20 Days in Mariupol
  - American Symphony
  - Close to Vermeer
  - Lakota Nation vs. United States
  - Little Richard: I Am Everything
  - Love to Love You, Donna Summer
  - Stamped from the Beginning

### Beste internationale film
- The Zone of Interest – 
  - Anatomy of a Fall – 
  - Blaga's Lessons – 
  - Fallen Leaves – 
  - Io capitano – 
  - Society of the Snow – 
  - The Teachers' Lounge –

### Beste cinematografie
- Maestro – Matthew Libatique
  - Ferrari – Erik Messerschmidt
  - Killers of the Flower Moon – Rodrigo Prieto
  - Mission: Impossible – Dead Reckoning Part One – Fraser Taggart
  - Napoleon – Dariusz Wolski
  - Oppenheimer – Hoyte van Hoytema
  - Saltburn – Linus Sandgren

### Beste montage
- The Holdovers – Kevin Tent
  - Barbie – Nick Houy
  - Killers of the Flower Moon – Thelma Schoonmaker
  - Maestro – Michelle Tesoro
  - Oppenheimer – Jennifer Lame
  - Poor Things – Giorgos Mavropsaridis

### Beste kostuums
- Napoleon – David Crossman en Janty Yates
  - Barbie – Jacqueline Durran
  - The Color Purple – Francine Jamison-Tanchuck
  - Killers of the Flower Moon – Jacqueline West
  - Oppenheimer – Ellen Mirojnick
  - Poor Things – Holly Waddington

### Beste productieontwerp
- Barbie – Sarah Greenwood en Katie Spencer
  - Ferrari – Maria Djurkovic en Sophie Phillips
  - Killers of the Flower Moon – Jack Fisk en Adam Willis
  - Maestro – Kevin Thompson en Rena DeAngelo
  - Napoleon – Arthur Max
  - Oppenheimer – Ruth De Jong en Claire Kaufman

### Beste soundtrack
- American Fiction – Laura Karpman
  - Killers of the Flower Moon – Robbie Robertson (postuum)
  - Oppenheimer – Ludwig Göransson
  - Poor Things – Jerskin Fendrix
  - Society of the Snow – Michael Giacchino
  - Spider-Man: Across the Spider-Verse – Daniel Pemberton

### Beste filmsong
- "What Was I Made For?" van Barbie – Billie Eilish en Finneas
  - "The Fire Inside" van Flamin' Hot – Diane Warren
  - "I'm Just Ken" van Barbie – Mark Ronson en Andrew Wyatt
  - "It Never Went Away" van American Symphony – Jon Batiste and Dan Wilson
  - "Peaches" van The Super Mario Bros. Movie – Jack Black, Aaron Horvath, Michael Jelenic, Eric Osmond en John Spiker
  - "Road to Freedom" van Rustin – Lenny Kravitz

### Beste geluid
- Maestro – Richard King, Steven A. Morrow, Tom Ozanich, Jason Ruder en Dean A. Zupancic
  - American Symphony – Tristan Baylis, Ryan Collison, Tom Paul, Matt Snedecor en William Tzouris
  - Ferrari – Tony Lamberti, Andy Nelson, Lee Orloff en Bernard Weiser
  - Killers of the Flower Moon – Tod A. Maitland, John Pritchett, Philip Stockton en Mark Ulano
  - Napoleon – James Harrison, Paul Massey, William Miller, Oliver Tarney en Rachael Tate
  - Oppenheimer – Willie D. Burton, Richard King, Kevin O'Connell en Gary A. Rizzo

### Beste visuele effecten
- Mission: Impossible – Dead Reckoning Part One – Simone Coco, Neil Corbould, Jeff Sutherland en Alex Wuttke
  - The Creator – Jay Cooper, Ian Comley, Neil Corbould en Andrew Roberts
  - Napoleon – Henry Badgett, Simone Coco, Neil Corbould, Charley Henley en Luc-Ewen Martin-Fenouillet
  - Oppenheimer – Dave Drzewiecki, Scott R. Fisher, Andrew Jackson en Giacomo Mineo
  - Spider-Man: Across the Spider-Verse – Bret St. Clair, Pav Grochola, Alan Hawkins en Michael Lasker
  - Transformers: Rise of the Beasts – Matt Aitken, Gary Brozenich, Ilya Churinov, Richard Little, Guillaume Murray en J. D. Schwalm

## Films met meerdere nominaties
De volgende films ontvingen meerdere nominaties:
| Nominaties | Film                                          | Awards |
| ---------- | --------------------------------------------- | ------ |
| 13         | Oppenheimer                                   | 3      |
| 12         | Killers of the Flower Moon                    | 1      |
| 11         | Barbie                                        | 2      |
| 8          | Maestro                                       | 3      |
| 8          | Poor Things                                   | 2      |
| 7          | The Holdovers                                 | 4      |
| 5          | Ferrari                                       |        |
| 5          | May December                                  |        |
| 5          | Napoleon                                      | 1      |
| 4          | American Fiction                              | 2      |
| 3          | American Symphony                             |        |
| 3          | Anatomy of a Fall                             |        |
| 3          | Past Lives                                    |        |
| 3          | Saltburn                                      |        |
| 3          | Spider-Man: Across the Spider-Verse           |        |
| 3          | The Zone of Interest                          | 1      |
| 2          | All of Us Strangers                           |        |
| 2          | The Color Purple                              |        |
| 2          | Dream Scenario                                |        |
| 2          | Fallen Leaves                                 |        |
| 2          | Mission: Impossible – Dead Reckoning Part One | 1      |
| 2          | Rustin                                        |        |
| 2          | Society of the Snow                           |        |

## Televisie – winnaars en genomineerden
De winnaars staan bovenaan in vet lettertype.

### Beste dramaserie
- The Last of Us (HBO Max)
  - 1923 (Paramount+)
  - The Crown (Netflix)
  - Godfather of Harlem (MGM+)
  - Succession (HBO)

### Beste komische of muzikale serie
- Only Murders in the Building (Disney+)
  - Abbott Elementary (ABC)
  - Barry (HBO)
  - The Bear (Hulu)
  - Reservation Dogs (FX)
  - Ted Lasso (Apple TV+)

### Beste genre-serie
- Yellowjackets (Showtime)
  - From (MGM+)
  - House of the Dragon (HBO Max)
  - The Morning Show (Apple TV+)
  - The Power (Prime Video)
  - The White Lotus (HBO)

### Beste miniserie of televisiefilm
- Fargo (FX)
  - All the Light We Cannot See (Netflix)
  - Beef (Netflix)
  - Fellow Travelers (Showtime)
  - A Spy Among Friends (MGM+)
  - Tiny Beautiful Things (Hulu)

### Beste acteur in een genre of dramaserie
- Gary Oldman – Slow Horses als Jackson Lamb (Apple TV+)
  - Brian Cox – Succession als Logan Roy (HBO)
  - Harrison Ford – 1923 als Jacob Dutton (Paramount+)
  - Pedro Pascal – The Last of Us als Joel (HBO Max)
  - Jeremy Strong – Succession als Kendall Roy (HBO)

### Beste actrice in een genre of dramaserie
- Helen Mirren – 1923 als Cara Dutton (Paramount+)
  - Rebecca Ferguson – Silo als Juliette Nichols (Apple TV+)
  - Melanie Lynskey – Yellowjackets als Shauna Shipman (Showtime)
  - Bella Ramsey – The Last of Us als Ellie (HBO Max)
  - Sarah Snook – Succession als Siobhan "Shiv" Roy (HBO)
  - Imelda Staunton – The Crown als Queen Elizabeth II (Netflix)

### Beste acteur in een komische of muzikale serie
- Jeremy Allen White – The Bear als Carmen "Carmy" Berzatto (Hulu)
  - Bill Hader – Barry als Barry Berkman (HBO)
  - Steve Martin – Only Murders in the Building als Charles-Haden Savage (Disney+)
  - Martin Short – Only Murders in the Building als Oliver Putnam (Disney+)
  - Jason Sudeikis – Ted Lasso als Ted Lasso (Apple TV+)

### Beste actrice in een komische of muzikale serie
- Jennifer Coolidge – The White Lotus als Tanya McQuoid-Hunt (HBO)
  - Rachel Brosnahan – The Marvelous Mrs. Maisel als Miriam "Midge" Maisel (Prime Video)
  - Ayo Edebiri – The Bear als Sydney Adamu (Hulu)
  - Elle Fanning – The Great als Catherine the Great (Hulu)
  - Selena Gomez – Only Murders in the Building als Mabel Mora (Disney+)

### Beste acteur in een televisiefilm of miniserie
- Guy Pearce – A Spy Among Friends als Kim Philby (MGM+)
  - Matt Bomer – Fellow Travelers als Hawkins "Hawk" Fuller (Showtime)
  - Jon Hamm – Fargo als Sheriff Roy Tillman (FX)
  - Damian Lewis – A Spy Among Friends als Nicholas Elliott (MGM+)
  - Bill Pullman – Murdaugh Murders: The Movie als Alex Murdaugh (Lifetime)
  - Steven Yeun – Beef als Danny Cho (Netflix)

### Beste actrice in een televisiefilm of miniserie
- Rachel Weisz – Dead Ringers als Beverly Mantle / Elliot Mantle (Prime Video)
  - Kathryn Hahn – Tiny Beautiful Things als Clare Pierce (Hulu)
  - Brie Larson – Lessons in Chemistry als Elizabeth Zott (Apple TV+)
  - Anna Maxwell Martin – A Spy Among Friends als Lily Thomas (MGM+)
  - Juno Temple – Fargo als Dorothy "Dot" Lyon (FX)
  - Ali Wong – Beef als Amy Lau (Netflix)

### Beste acteur in een bijrol in een serie, miniserie of televisiefilm
- Jonathan Bailey – Fellow Travelers als Tim Laughlin (Showtime)
  - Khalid Abdalla – The Crown als Dodi Fayed (Netflix)
  - Murray Bartlett – The Last of Us als Frank (HBO Max)
  - James Cromwell – Succession als Ewan Roy (HBO)
  - Jon Gries – The White Lotus als Greg Hunt (HBO)
  - Lamar Johnson – The Last of Us als Henry Burrell (HBO Max)

### Beste actrice in een bijrol in een serie, miniserie of televisiefilm
- Christina Ricci – Yellowjackets als Misty Quigley (Showtime)
  - Elizabeth Debicki – The Crown als Lady Di (Netflix)
  - J. Smith-Cameron – Succession als Gerri Kellman (HBO)
  - Meryl Streep – Only Murders in the Building als Loretta Durkin (Disney+)
  - Hannah Waddingham – Ted Lasso als Rebecca Welton (Apple TV+)
  - Merritt Wever – Tiny Beautiful Things als Frankie Pierce (Hulu)

## Series met meerdere nominaties
De volgende series ontvingen meerdere nominaties:
| Nominaties | Televisieprogramma           | Awards |
| ---------- | ---------------------------- | ------ |
| 6          | Succession                   |        |
| 5          | The Last of Us               | 1      |
| 5          | Only Murders in the Building | 1      |
| 4          | The Crown                    |        |
| 4          | A Spy Among Friends          | 1      |
| 3          | 1923                         | 1      |
| 3          | The Bear                     | 1      |
| 3          | Beef                         |        |
| 3          | Fargo                        | 1      |
| 3          | Fellow Travelers             | 1      |
| 3          | Ted Lasso                    |        |
| 3          | Tiny Beautiful Things        |        |
| 3          | The White Lotus              | 1      |
| 3          | Yellowjackets                | 2      |
| 2          | Barry                        |        |